# Il testamento di Orfeo
Il testamento di Orfeo (Le Testament d'Orphée) è un film del 1960 diretto da Jean Cocteau.
È un film biografico francese a sfondo drammatico e autocelebrativo con lo stesso Jean Cocteau che interpreta se stesso e con Claudine Auger, Charles Aznavour, Yul Brynner, Lucia Bosè e Pablo Picasso in un cameo. Il testamento di Orfeo è il seguito di Orfeo (Orphée) del 1949 ed è considerata la parte finale della trilogia orfica, dopo Il sangue di un poeta (Le sang d'un poète, 1930) e Orfeo (1950).

## Produzione
Il film, diretto e sceneggiato da Jean Cocteau, fu prodotto da Jean Thuillier per la Cinédis e la Les Editions Cinégraphiques e girato in Francia dal settembre del 1959. Il titolo completo fu Le testament d'Orphée, ou ne me demandez pas pourquoi!.

## Distribuzione
Il film fu distribuito in Francia dal 18 febbraio 1960 al cinema dalla Cinédis con il titolo Le testament d'Orphée. Il titolo lungo per le versioni doppiate in lingua inglese fu The Testament of Orpheus or Don't Ask Me Why.
Alcune delle uscite internazionali sono state:
- in Svezia il 3 ottobre 1960
- in Germania Ovest il 26 ottobre 1961 (Das Testament des Orpheus)
- negli Stati Uniti il 9 aprile 1962 (Testament of Orpheus)
- in Australia il 26 maggio 1962 (Adelaide Film Festival)
- in Finlandia il 28 febbraio 1969 (Orfeuksen testamentti)
- in Grecia il 14 settembre 2003 (Athens Film Festival, col titolo I diathiki tou Orfea)
- ad Hong Kong l'11 dicembre 2005 (al French Cinepanorama Film Festival)
- in Spagna (El testamento de Orfeo)
- in Venezuela (El testamento de Orfeo)
- in Ungheria (Orfeusz végrendelete)

## Critica
Secondo MYmovies (il Farinotti) è "un film criptico come una poesia ermetica, probabilmente Cocteau nasconde nelle situazioni se stesso e le sue ossessioni. Interessante ma forse un po' presuntuoso".